# 第6屆威尼斯影展
第6屆威尼斯影展於1938年8月8日至31日舉行。影展放映了法国电影回顧展，作品跨度從1891至1933年。

## 競賽電影
- 諾曼·陶羅格 《湯姆歷險記（英语：The Adventures of Tom Sawyer (1938 film)）》
- 佐爾坦·科達（英语：Zoltán Korda） 《金鼓雷鸣（英语：The Drum (1938 film)）》
- 田坂具隆（英语：Tomotaka Tasaka） 《五个侦察兵（英语：A Pay by the Wayside）》
- 卡爾·弗勒利希（英语：Carl Froelich） 《士兵的假期（英语：Heimat (1938 film)）》
- 威廉·惠勒 《红衫泪痕》
- 戈弗雷多·亞力辛迪尼（英语：Goffredo Alessandrini） 《空軍敢死隊（英语：Luciano Serra, Pilot）》
- W·S·範戴克（英语：W. S. Van Dyke） 《絶代艷后》
- 莱尼·里芬斯塔尔 《奥林匹亚-人民的節日》與《奥林匹亚-美的節日》
- 雷歐尼德·莫葛伊（英语：Léonide Moguy） 《监狱纵火犯（英语：Prison sans barreaux）》
- 安東尼·阿斯奎斯（英语：Anthony Asquith）與莱斯利·霍华德 《卖花女（英语：Pygmalion (1938 film)）》
- 華特·迪士尼、威爾弗雷德·傑克遜（英语：Wilfred Jackson）、本·夏普斯廷（英语：Ben Sharpsteen）與大衛·漢德（英语：David Hand (animator)） 《白雪公主》

## 獎項
- 最佳電影：
  - 戈弗雷多·亞力辛迪尼（英语：Goffredo Alessandrini） 《空軍敢死隊（英语：Luciano Serra, Pilot）》
  - 莱尼·里芬斯塔尔 《奥林匹亚-人民的節日》與《奥林匹亚-美的節日》
- 沃爾庇杯：
  - 最佳男演員：莱斯利·霍华德 《卖花女（英语：Pygmalion (1938 film)）》
  - 最佳女演員：瑙瑪·希拉 《絶代艷后》
- 最佳導演：卡爾·弗勒利希（英语：Carl Froelich） 《士兵的假期（英语：Heimat (1938 film)）》

## 外部鏈接
- 官方网站
- IMDb1938年威尼斯影展獎項 （页面存档备份，存于）